# Siegbert Tarrasch
Siegbert Tarrasch (Wrocław, 1862. március 5. – München, 1934. február 17.) a 19. század vége és a 20. század eleje egyik legjobb sakkjátékosa és sakkszakírója volt. 2008-ban beválasztották a World Chess Hall of Fame (Sakkhírességek Csarnoka) tagjai közé.
Az alsó-sziléziai Breslauban (ma Wrocław) született, de élete java részét a bajorországi Nürnbergben, illetve később Münchenben töltötte.
Ötgyermekes, zsidó származású családból származott. Egyik fiát elveszítette az első világháborúban, a náci rezsim kezdetén azonban hazaszeretete ellenére üldöztetésben volt része.

## Sakkpályafutása
Sakkmesteri oklevelét 1883-ban hamarabb szerezte meg, mint az orvosit. 1885-ben ugyan még csak 2−6. Hamburgban, a következő évben pedig Majna- Frankfurtban 5−6. helyezett. 1888-ban azonban 6 éves, megszakítás nélküli diadalsorozata kezdődött: öt nagy verseny (Lipcse 1888, Boroszló 1889, Manchester 1890, Drezda 1892, Lipcse 1894) megnyerésével. E győzelmek után nemhivatalos világbajnoknak nevezték, mivel a regnáló világbajnok Steinitz csak páros mérkőzéseken játszott. Sokan úgy vélekedtek, hogy Tarrasch méltóbb ellenfele lett volna a világbajnoknak, mint a címet 1894-ben elhódító Emanuel Lasker. A Tarrasch−Steinitz mérkőzésre azért nem került sor, mert Tarrasch félt áthjózni Amerikába.
Ezt követően Tarrasch eredményei visszaestek. 1885-ben Hastingsben csak 4., 1896-ban Nürnbergben 3−4., Budapesten pedig csak a 8. helyet szerezte meg. Kis szünet után újra csúcsformába került, és három jelentős sikert ért el. 1898-ban Bécsben megnyerte a minden idők egyik legnagyobb küzdelmét, a 21 részvevős, kétfordulós versenyt. Itt Pillsburyvel holtversenyben, 40 játszmából 30 ponttal lett 1−2. helyezett, az első díj sorsát eldöntő négyjátszmás páros mérkőzést 2,5−1,5 arányban nyerte. 1903-ban ismét kétfordulós, 14 részvevős nagy versenyt nyert meg, ezúttal Maróczy Géza előtt Monte Carlo- ban, majd 1907-ben az ostendei hat résztvevős, négyfordulós nagymesterversenynek lett a győztese. Közben még több más, kisebb versenyen ért el magas helyezést.
A világbajnokságért már csak jóval pályája delelőjén túl, 1908-ban vette fel a küzdelmet Laskerrel, s a nyolc nyert játszmáig tartó mérkőzésen meglehetős nagy 8−3 arányú vereséget szenvedett öt döntetlen mellett.

## Jelentősége
Tarrasch igazi jelentőségét, példátlan arányú tekintélyének alapját nem elsősorban versenyzői pályafutása, hanem sakkpedagógiai, sakkelméleti tevékenysége vetette meg. A sakk tudományos szemléletének Steinitz által megkezdett rendszerezését Tarrasch fejezte be. Egykori híres munkája, az először 1895-ben megjelent ..Dreihundert Schachpartien“ a módszeres sakkgondolkodás kiemelkedő példáit szolgáltatja. A sakk törvényeinek tudományos módszerességgel végzendő kutatását és egybefoglalását tűzte ki élete céljául. Eszményképe a tökéletes sakk volt. Azt vallotta, hogy minden állásban csak egyetlen "legjobb" lépés van, s ennek megtalálásához az elvek következetes alkalmazása vezet.
Max Euwe így jellemezte: „...tartalmas életében véghezvitte azt, amit általában két-három siker- és eredménydús mester együttvéve volt csak képes elérni: nyert számos első díjat, fontos új elméletekkel gazdagította a sakkot, főleg a pozíciójáték területén maradandót alkotott, több igen értékes tankönyvet írt, melyekkel felkeltette a sakkjáték iránt való rajongást, számos tanítványra hatott nevelőleg, a ,,sakknyelvet“ szellemes és humoros fordulatokkal, axiómákkal gazdagította. szóval minden téren érdemeket szerzett, csak egyet mulasztott el: nem lett világbajnok...”
Tarraschtól származik a híres, sokat idézett mondat: „A sakk ugyanúgy boldoggá tudja tenni az embert, mint a zene vagy a szerelem.”
„Világvárosok főterein állna szobra, ha páratlan kiérleltségű összegező gondolatait nem a sakk terén igyekezett volna érvényre juttatni. Siegbert Tarrasch (1862–1934) egyéni tragédiája, hogy még ott sem juthatott fel a csúcsra. Pedig a sakkozás első és második világbajnokának uralkodása, még inkább uralkodásváltása idején legalább másfél évtizedig a legtöbbek szerint ő volt a világ legerősebb játékosa” – írta Tarraschról Papp Márió.
Kállai Gábor nemzetközi nagymester szerint Tarrasch „maradandó elveket hagyott maga után (például: a bástyának a szabadgyalog mögött a helye), illetve ismert megnyitásokban (Vezércsel, Francia védelem) a nevéhez fűződő, máig kedvelt változatokat dolgozott ki.”
Róla kapta nevét a vezércsel ellen alkalmazott Tarrasch-védelem nevű sakkmegnyitás.
1903-ban publikálta a Die Woche című lapban híres cikkét, amelyben iskolai tantárgynak ajánlotta a sakkot, mert szerinte a sakktáblán minden lehetséges hadmozdulat megtanítható. Ebben az austerlitzi csatát Emanuel Lasker világbajnok egy 1896-os játszmáján keresztül mutatta be.